# Lethe caerulescens
Lethe caerulescens är en fjärilsart som beskrevs av Clayton Dissinger Mell 1923. Lethe caerulescens ingår i släktet Lethe och familjen praktfjärilar. Inga underarter finns listade i Catalogue of Life.